# Carole Hillenbrand
Carole Hillenbrand (née en 1943)  est un érudit islamique britannique qui est professeur émérite d'histoire islamique à l'Université d'Édimbourg et professeur d'histoire islamique à l'Université de St Andrews . Elle est vice-présidente de la British Society for Middle Eastern Studies et membre du Council for Assisting Refugee Academics.

## Jeunesse
Hillenbrand est né en 1943 en Angleterre . En 1962, elle s'inscrit au Girton College de Cambridge où elle étudie les langues modernes . Elle fréquente ensuite le Somerville College d'Oxford, où elle étudie l'arabe et le turc .

## Carrière académique
Hillenbrand obtient un BA en langues modernes et médiévales de l'Université de Cambridge en 1965 et un BA en études orientales de l'Université d'Oxford en 1972 ,. Elle obtient son doctorat à l'Université d'Édimbourg en 1979 . Sa thèse, L'histoire de la Jazira 1100-1150: la contribution d'Ibn Al-Azraq al-Fariqi, analyse et traduit une paire de manuscrits de la British Library d'un texte de l'historien Artuqid du XIIe siècle ibn al-Azraq al-Fariqi.
Ses recherches portent sur les croisades, la pensée politique islamique, les concepts médiévaux et modernes du jihad, la littérature de voyage arabe et persane. Le Dr Hillenbrand siège aux comités de rédaction de plusieurs revues universitaires, notamment le Journal of Arabic and Islamic Studies et le Conseil consultatif international de l'UMRAN - International Journal of Islamic and Civilisational Studies, University of Technology, Malaisie.
En 2005, Hillenbrand est le premier non-musulman à recevoir le prix international King Faisal pour les études islamiques .
Lors des honneurs du Nouvel An 2009, Hillenbrand est nommée Officier de l'Ordre de l'Empire britannique (OBE). En 2016, elle reçoit le prix Nayef Al-Rodhan pour la compréhension culturelle mondiale de la British Academy pour son livre Islam : A New Historical Introduction .
Hillenbrand est nommé Commandeur de l'Ordre de l'Empire britannique (CBE) lors des honneurs de l'anniversaire de la reine 2018 "pour ses services à la compréhension de l'histoire islamique",.
Elle est membre honoraire du Somerville College d'Oxford .

## Travaux
- Les croisades: perspectives islamiques (2000) [11]
- Islam : une nouvelle introduction historique. Londres : Thames & Hudson Ltd. (2015) (ISBN 978-0-500-11027-0)